# Vaux-les-Prés
Vaux-les-Prés là một xã của tỉnh Doubs, thuộc vùng Bourgogne-Franche-Comté, miền đông nước Pháp.

## Dân số
| 1962                                              | 1968 | 1975 | 1982 | 1990 | 1999 | 2005 |
| ------------------------------------------------- | ---- | ---- | ---- | ---- | ---- | ---- |
| 124                                               | 136  | 183  | 223  | 251  | 345  | 357  |
| Starting with 1962: Population without duplicates |      |      |      |      |      |      |